# Siyaqut
Siyaqut är en ort i Azerbajdzjan.   Den ligger i distriktet Nachitjevan, i den sydvästra delen av landet, 400 km väster om huvudstaden Baku. Siyaqut ligger 819 meter över havet och antalet invånare är 1 548.
Terrängen runt Siyaqut är platt västerut, men österut är den kuperad. Närmaste större samhälle är Qarabağlar, 19,3 km sydost om Siyaqut.
Trakten runt Siyaqut består till största delen av jordbruksmark. Runt Siyaqut är det ganska tätbefolkat, med 90 invånare per kvadratkilometer.